# ベルデホ

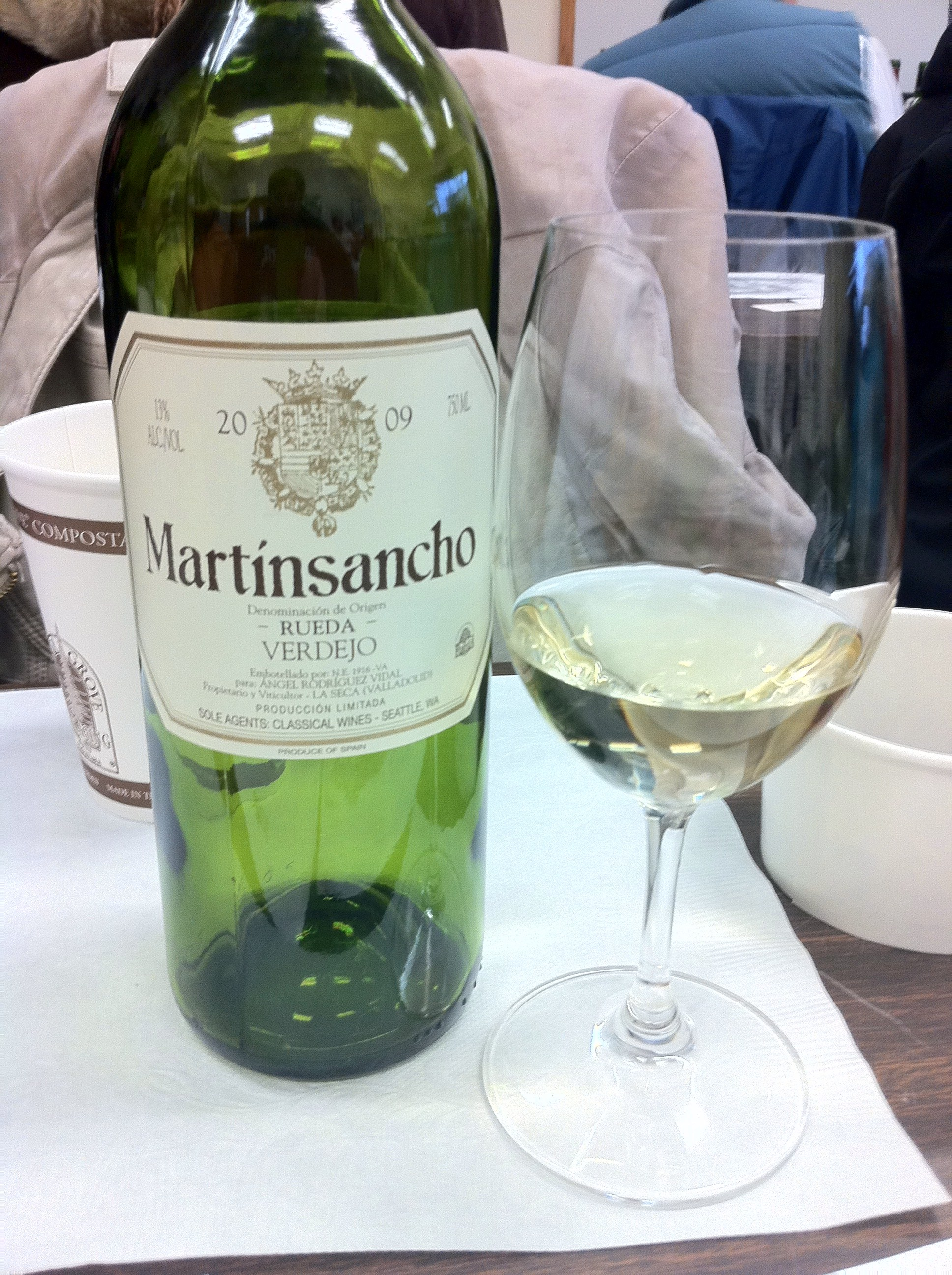
ルエダ産のベルデホ。

ベルデホ (Verdejo) は、スペインのルエダ地方で古くから栽培されているワイン用のブドウ品種である。北アフリカが原産地で、11世紀頃、モサラベによってルエダに広められたと言われている。ベルデホは一般的に強く酸化されたシェリーのようなワインを作るために使われていた。
20世紀半ば、ベルデホは絶滅寸前だったが、地元のブドウ栽培者アンヘル・ロドリゲス・ビダル（ボデガ・マルティンサンチョ）がこの品種を選び、この地域で再び注目を集めることに貢献した。この功績が認められ、彼はスペイン王フアン・カルロス1世から農業功績勲章を贈られた。
1970年代、ワイン醸造会社マルケス・デ・リスカルは、フランスの醸造学者エミール・ペイノーの協力を得て、ベルデホをベースにしたよりフレッシュなスタイルの白ワインを開発し始めた。1980年、ルエダ地区の白ワインはDO（Denominación de Origen）に認定された。ルエダのラベルが貼られたワインは、ベルデホを50％含んでいなければならず、残りは通常ソーヴィニヨン・ブランかマカベオである。「ルエダ・ベルデホ」と名付けられたワインは、ベルデホを85％含む必要があり、ベルデホ100％のワインもよくある。
ベルデホのブドウは、一般的に夜間に収穫される。つまり、9月には28〜30℃にもなる日中の温度ではなく、10〜15℃の夜間の低い温度でセラーに入ることになる。温度が低いということは、果汁の酸化、つまり褐変が少ないということである。ベルデホのワインは、香り高く、しばしばソフトで、フルボディである。

## 沿革
トレドのレコンキスタの後、ドゥエロ地域にはアストゥリア人、バスコネス、モザラブが再入植した。このブドウは、北アフリカのアルガイダから銀の道を通って運ばれてきた可能性が高い。スペインで最初にこの品種のブドウの木が植えられたのは、アルフォンソ6世の時代（11〜12世紀）、トロとティエラ・デル・ヴィーノ、マドリガル・デ・ラス・アルタス・トーレス（そのためマドリガルの白という名がある）とルエダの地域である。